# Micurus asperipennis
Micurus asperipennis là một loài bọ cánh cứng trong họ Cerambycidae.